# Badr
Badr (in arabo ﺑﺪﺭ‎?), o Badr Ḥunayn, è un luogo a sud-ovest di Medina, in Hijāz.
Nel 624 qui avvenne il primo scontro fra 80 musulmani della Mecca, fuoriusciti a Yathrib/Medina, coadiuvati da 220 convertiti medinesi, con i 950 pagani meccani guidati da Abū Jahl al-Makhzūmī.
La battaglia che ne seguì è annoverata come la prima vittoria campale della giovane Umma.